# 경당소녀 303
경당소녀 303(중국어: 硬糖少女303, 영어: BonBon Girls 303)은 2020년 7월 5일에 데뷔한 중국의 연예 기획사 와지지와 엔터테인먼트 소속의 7인조 걸 그룹이다. 구성원은 나띠, 쟈오위에, 왕이진, 천쥬오쉬엔, 정나이신, 류셰닝, 장이판이다. 팬덤명은 「탕즈」 (糖纸)이며, 공식 응원색은 「홀로그램 탕즈」 (镭射糖纸色)      이다.
| 응원 구호                                                              |
| "万丈光芒不一般，硬糖少女303" ("빛을 내는 건 같지 않아, 경당소녀 303") |

## 활동

### 2020년: 데뷔
- 7월 5일, 중국의 동영상 사이트 플랫폼 텐센트 비디오에서 주최한 걸 그룹 결성 프로젝트 서바이벌 프로그램 《창조영 2020》의 최종 순위 발표식에서 데뷔조 7명의 프로젝트 걸 그룹 '경당소녀 303'의 멤버 시린나이까오, 쟈오위에, 왕이진, 천쥬오쉬엔, 정나이신, 류셰닝, 장이판을 포함하며 그룹이 정식으로 결성되었다.

- 7월 23일, 동영상 사이트 플랫폼 텐센트 비디오의 아이돌 경연 서바이벌 프로그램 《자열적아문》 (炙热的我们)의 '자열판정단' 명의 게스트로 출연하였다.

- 7월 30일, 동영상 사이트 플랫폼 텐센트 비디오의 아이돌 육상 선수권 대회 프로그램 《초신성운동회 시즌 3》 (超新星运动会 第三季)의 선수로 참가하였다.

- 7월 30일, 중국 텔레비전 저장위성텔레비전의 예능 프로그램 《청춘환유기 시즌 2》 (青春环游记2)에 게스트로 출연하였다.

- 8월 11일, 그룹의 미니 1집 《캔디의 법칙》 (硬糖定律)을 정식 발매하였다. 같은 날 오후, 그룹 결성 발표회에 참석하였다. 그리고 팬덤명 '탕즈(糖纸)'와 응원 구호 '빛을 내는 건 같지 않아, 경당소녀 303(万丈光芒不一般，硬糖少女303)'이 결정되었다. 또한, 구성원 중의 시린나이까오가 그룹의 리더로 임명되었다.

- 8월 11일, 그룹의 미니 1집 《캔디의 법칙》의 세 번째 수록 곡 《단단하게 이겨야 돼》 (硬要赢)가 발표되었다. 이 곡은 텐센트 비디오의 아이돌 육상 선수권 대회 프로그램 《초신성운동회 시즌 3》의 주제 곡으로 사용된다. 같은 날, 프로그램 개막식에서 《단단하게 이겨야 돼》의 쇼케이스 공연이 이루어졌다. 8월 14일 ~ 16일, 프로그램 《초신성운동회 시즌 3》의 생방송에 참가하였다.

- 8월 24일, 그룹의 미니 1집 《캔디의 법칙》의 타이틀 곡 《BONBON GIRLS》의 뮤직비디오가 공개되었다. 8월 26일, 댄스 버전 뮤직비디오가 공개되었다.

## 구성원
| 이름       | 소개 |
| 쟈오위에   | - 이름: 赵粤／Akira - 생년월일: 1995년 4월 29일(30세) - 출생지: 중국 후베이성 우한시 - 민족: 한족 - 포지션: 리드댄서 - 특이사항: 중국의 대형 걸 그룹 SNH48, 7SENSES의 일원                                                                             |
| 류셰닝     | - 이름: 刘些宁／Sally - 생년월일: 1996년 10월 23일(28세) - 출생지: 중국 광둥성 선전시 뤄후구 - 민족: 한족 - 포지션: 메인댄서 - 특이사항: 원래는 대한민국의 걸 그룹 구구단의 일원 이었지만 불미스러운 일로 대한민국이 아닌 중국에서만 활동을 하게 됐다. |
| 왕이진     | - 이름: 王艺瑾／Rita - 생년월일: 1996년 12월 25일(28세) - 출생지: 중국 산둥성 지난시 - 민족: 한족 - 포지션: 리드보컬 |
| 정나이신   | - 이름: 郑乃馨／NeNe - 본명: 폰나반 펀펜피팟(Pornnappan Pornpenpipat) - 생년월일: 1997년 6월 25일(27세) - 출생지: 태국 방콕 - 포지션: 리드보컬 |
| 천쥬오쉬엔 | - 이름: 陈卓璇／Krystal - 생년월일: 1997년 8월 13일(27세) - 출생지: 중국 베이징시 - 민족: 한족 - 포지션: 메인보컬 |
| 장이판     | - 이름: 张艺凡／Yifan - 생년월일: 2000년 2월 10일(25세) - 출생지: 중국 지린성 창춘시 - 민족: 한족 - 포지션: 리드댄서 |
| 나띠       | - 본명 : 아낫차야 수풋티퐁 - 생년월일 : 2002년 5월 30일(23세) - 출생지: 태국 방콕 - 민족: 태국 - 포지션: 센터, 리더, 메인래퍼 - 특이사항: 이제 2023년 대한민국 걸그룹KISS OF LIFE 멤버가 되었습니다                                                    |

## 음반 목록

### 미니 앨범
| #   | 앨범 정보 | 트랙 리스트 |
| 1st | 《캔디의 법칙》 (硬糖定律) - 포맷: CD · 디지털 다운로드 · 스트리밍 - 발매일: 2020년 8월 11일 - 장르: C-POP - 유형: 디지털 앨범 - 언어: 중국어, 영어 - 레이블: 텐센트 | 트랙 리스트 1. 네가 제일 제일 제일 중요해 (你最最最重要) 2. BONBON GIRLS 3. 단단하게 이겨야 돼 (硬要赢) 4. 전방 로얄A 경보 (前方超A预警) 5. PLMM 6. 전방 로얄A 경보 (Ballad Version) (前方超A预警) 7. 사탕 먹기 (吃糖) |

| #   | 앨범 정보 | 트랙 리스트                                                                                    |
| 2nd | 《겁 없는 소녀들》 (了不起的女孩) - 포맷: 디지털 다운로드 · 스트리밍 - 발매일: 2021년 4월 27일 - 장르: C-POP - 유형: 디지털 앨범 - 언어: 중국어 - 레이블: 텐센트 | 트랙 리스트 1. 양갈래 머리 (双马尾) 2. 오늘의 운세 (今日运势) 3. 겁 없는 소녀들 (了不起的女孩) |

### 싱글
| 발매일           | 곡 명칭             | 곡 설명                                                                               | 각주 |
| 2020년 11월 27일 | 《초대해줘》 (拉我) | - 작사: 쟈오이텅(赵一腾)／한씽죠우(韩星洲 StraLand) - 작곡: 한씽죠우(韩星洲 StraLand) | 모바일 게임 《신무 4》 (神武4) 10주년 기념 곡 시린나이까오, 쟈오위에, 천쥬오쉬엔, 정나이신, 류셰닝 참여 |